# 아라우카리아훌리오쥐
아라우카리아훌리오쥐 또는 아라우카리아숲나무쥐(Juliomys ximenezi)는 비단털쥐과에 속하는 남아메리카 설치류이다. 브라질의 토착종이다.

## 특징
작은 설치류로 전체 몸길이는 181~205mm, 꼬리 길이는 101~113mm이다. 발 길이는 19.5~22mm, 귀 길이는 15~16mm이다. 털은 부드럽고 무성하다. 등 쪽은 갈색과 오렌지색을 띠는 반면에 배 쪽은 크림색이 섞인 흰색이다. 코는 오렌지색이다. 앞 발은 작고, 발 등은 노랗고 발 뒤는 밝은 오렌지색을 띤다. 각 발톱 아래에 길고 노란 털이 나 있다. 꼬리 길이기 머리부터 몸까지 길이보다 훨씬 길고, 윗면은 갈색이고 아랫면은 누르스름하며, 꼬리 끝은 다발 형태를 띤다. 핵형은 2n=32, FN=48이다.

## 분포 및 서식지
브라질 남부 히우그란지두술주 북동부 지역의 아파라도스 다 세라 국립공원에서만 알려져 있다. 대서양림에서 서식한다.

## 생태
나무 위에서 생활하는 수상성 동물이다.